# جاناتان توتو
جاناتان توتو (انگلیسی: Jonathan Toto؛ زادهٔ ۳۰ مارس ۱۹۹۰) بازیکن فوتبال اهل فرانسه است.